# Кирьявалахти
Ки́рьявалахти (фин. Kirjavalahti) — посёлок в составе Кааламского сельского поселения Сортавальского района Республики Карелия.

## Общие сведения
Расположен на берегу залива в северной части Ладожского озера, на автодороге А121 «Сортавала».

## Население
| 2002 | 2009 | 2010 | 2013 |
| ---- | ---- | ---- | ---- |
| 6    | ↘4   | ↘2   | ↘1   |